# Plaza de toros de Jaén
La plaza de toros de Jaén, también conocida como Coso de La Alameda, es un coso taurino situado en el municipio español de Jaén, en la provincia homónima. La plaza fue inaugurada en 1962 y tiene un aforo de 10.500 espectadores. 

## Ubicación
Se encuentra ubicada junto al Parque de la Alameda, en el barrio de San Ildefonso en la ciudad de Jaén, dentro de un entorno donde se localizan igualmente el Auditorio de Jaén y el Convento de las Bernardas.

## Historia
La actual plaza es obra del arquitecto Antonio María Sánchez, y se levanta sobre la antigua plaza, inaugurada el 15 de agosto de 1847 por los hermanos Camará. Poco después se derrumbó la parte de Sol, restaurándose y reestrenándose el 15 de agosto de 1848, con toros de Plácido Comesaña lidiados por El Chiclanero y Nicolás Baró. Tenía una capacidad para 6500 espectadores y desapareció a mediados del siglo XX. 
La primera corrida se celebró el 18 de octubre de 1960 con la obra sin concluir y estuvo a cargo de los toreros Pedro Martínez "Pedrés", Gregorio Sánchez y Víctor Quesada. La inauguración oficial del coso, totalmente terminado, tuvo lugar el 18 de octubre de 1962, con un cartel formado por los espadas Diego Puerta, Paco Camino y Palmeño.
El domingo 13 de junio de 1971 se celebró en este coso la bautizada "Corrida del Siglo"; la cual se caracterizó por ser televisada a color al Mundo  entero. Actuaron los diestros Santiago Martín "El Viti", Manuel Benítez "El Cordobés"; el cual fue uno de los principales artífices en la celebración de la corrida, y el linarense José Fuentes. Los toros fueron de la divisa de Carlos Núñez, los cuales facilitaron el triunfo de los tres diestros. El festejo fue presidido por una funcionaria del Ayuntamiento de Nueva York, Margarita Martínez, correspondiendo a la invitación de otro de los principales precursores de la corrida, el que por entonces era alcalde de Jaén, Ramón Calatayud. El festejo se celebró a las 9 de la noche, hora Española, con lleno de "No hay billetes". Cabe destacar que el histórico pabellón neoyorkino, el Madison Square Garden también dio cabida a 10.000 personas que vieron la corrida a través de una pantalla gigante. En 2021, en la conmemoración del 50 aniversario de la corrida, se celebraron tres festejos en la feria de San Lucas, una novillada sin picadores, una corrida de rejones con toros de Adolfo Martín en la que triunfó Diego Ventura y una gran corrida de toros en la que el diestro Morante de la Puebla cuajó un gran toro de la ganadería jiennense de Sáncho Dávila, obteniendo un triunfo apoteósico.
En febrero de 1998, se inauguró su cubierta móvil, convirtiéndose en la primera plaza de toros cubierta de Andalucía, actuando en aquella tarde los diestros Enrique Ponce, Jesús Janeiro Jesulín de Ubrique y el jiennense Juan Carlos García. Por dos ocasiones el fuerte viento que azota Jaén en invierno hizo volar la cubierta, y hasta la fecha no se ha podido volver a instalar la misma, existiendo un proyecto distinto al inicial con el que se pretende dotar a la Plaza de Toros de Jaén de una cubierta similar a la de San Sebastián o Logroño.
El 18 de octubre de 2010, último día de la Feria de San Lucas, se conmemoró el 50 aniversario del primer paseíllo en la plaza, con una corrida de  Enrique Ponce, El Juli y José Carlos Venegas.
El 12 de junio de 2022 el aclamado pero controvertido diestro José Tomás se anunció con cuatro toros, obteniendo un llenazo de "No hay billetes" y cortando una oreja a dos de sus antagonistas, rechazando una de las dos al considerarla injusta, no quiso salir con la puerta grande, dejando un buen sabor de boca para algunos, y a otros con la miel en los labios.

## Plaza multiusos
En 2006 se anunciaba el proyecto de construcción de una cubierta, lo que convertiría el coso en una plaza multiusos, pudiéndose utilizar para otros eventos. Para la financiación de este proyecto se preveía la construcción de una residencia de la tercera edad sobre los corrales.